# Istočno slovačka nizina
Istočnoslovačka nizina (slovački: Východoslovenská nížina) je naziv za dio Velike mađarske doline smještenog u jugoistočnoj Slovačkoj.

## Geomorfologija
U smislu geomorfologije, Istočnoslovačka nizina tvori cjelinu zajedno s nizinom rijeke Tise (Tiszamenti síkság) u Mađarskoj, Trankarpatskom nizinom (Zakarpats'ka nyzovyna) u Ukrajini i ravnicom Câmpia Someşului u Rumunjskoj.

## Granica
Južni dio doline tvori granicu s Mađarskom, na istoku je granica s Ukrajinom, na zapadu se nalaze Slanské vrchy, a na sjeveru brežuljci iz skupine Beskidi i Vihorlatské vrchy. Selo Streda nad Bodrogom nalazi se na najjužnijem dijelu nizine na 94,3 metra nadmorske visine te je time najniže naselje u cijeloj Slovačkoj. 
Nadmorska visina je od 150 do 200 metara.

## Rijeke
Rijeke koje teku Istočnoslovačkom nizinom su Ondava, Topľa, Laborec i Latorica.